# Saeko Ura
Saeko Ura (浦彩恵子, Ura Saeko) est née le 1er avril 1989 au Japon dans la préfecture de Kagoshima. Elle est une interprète japonaise, chanteuse de J-pop découverte par Space Craft. Elle est affiliée au studios GIZA depuis 2006.
Ura Saeko est principalement connue pour sa participation dans l'anime Kekkaishi (結界師) :
- Générique d'ouverture : Sha la la - Ayakashi NIGHT - (Sha la la -アヤカシNIGHT-?) sorti le 14 mars 2007
- 3e générique de fin : My mirai (マイミライ?) sorti le 20 juin 2007
- 4e générique de fin : Kyukei jikan 10 pun (休憩時間10分?) sorti le 8 août 2007

## Biographie
Encouragée par ses parents, Uura saeka se tourne vers une carrière musicale dès l'âge de 16 ans. Elle fit ses débuts en 2006 avec le single Tears 〜Namida ha Misetakunai〜 (Tears 〜涙は見せたくない〜).
En 2007, avec l'aide de Koshi Inaba, chanteur du groupe B'z, elle sort son second single Sha la la - Ayakashi NIGHT - (Sha la la -アヤカシNIGHT-) qui devient le générique d'ouverture de l'anime Kekkaishi et se classe à la 13e place du classement de l'Oricon.
Elle devient ainsi l'une des premières stars du groupe Being et lance une campagne de promotion de ses albums par le biais de MySpace.

## Liens
- (ja) Site officiel
- (ja) From Uura, le blog officiel de la chanteuse
- (ja) La page MySpace de la chanteuse
- (ja) Fiche d'Uura Saeka sur le site de l'Oricon
- (ja) Fiche d'Uura Saeka sur le site de Space Craft